# Кола, Гильбо
Гильбо́ Кола́ (фр. Guilbaut Colas) — французский фристайлист, специализирующийся в могуле. Чемпион мира, обладатель Кубка мира, участник двух Олимпиад.

## Спортивная карьера
В детстве Кола занимался горным лыжами, но с 1996 года переключился на занятия фристайлом. На кубке мира дебютировал в декабре 2001 года на этапе в Тине, где занял 13-е место в могуле. Ближайшие несколько лет стабильно участвовал в соревнованиях Кубка мира, но не поднимался даже в десятку сильнейших. Неожиданно высокое место показал на чемпионате мира 2003 года, который проходил в Дир Вэлли, заняв пятое место в соревнованиях могулистов.
В 2006 году дебютировал на Олимпийских играх, где замкнул десятку лучших. Сразу после Игр, на этапе в Корее, стал вторым, впервые попав на подиум Кубка мира.
В постолимпийском сезоне выиграл свой первый старт в карьере, а также впервые завоевал медаль мирового первенства, став вторым в параллельном могуле лишь позади олимпийского чемпиона Дейла Бегг-Смита. Начиная с этого сезона, четырежды подряд он становился вторым в зачете могула, проигрывая сначала Бегг-Смиту, а потом канадцу Билодо.
На Олимпиаде в Ванкувере Кола был максимально близок к завоеванию медали. Он выиграл квалификацию, а в основных соревнованиях быстрее всех преодолел трассу. Однако француз получил низкие судейские оценки за выполнение акробатических пируэтов и остался лишь на шестой позиции, уступив победившему 1,01 балла.
Удачным для француза выдался постолимпийский сезон. Он одержал четыре победы на этапах, выиграл могульный и общий зачеты Кубка мира, а также впервые стал чемпионом мира, завоевав золотую медаль в соревнованиях по могулу.
В дальнейшем француз страдал от травм и был вынужден почти полностью пропустить сезон 2012/2013, выступив только на чемпионате мира, где он показал далёкое 39-е место.

## Выступления на чемпионатах мира
| Чемпионат                | Могул | Параллельный могул |
| ------------------------ | ----- | ------------------ |
| Дир Вэлли 2003           | 5     | 17                 |
| Куусамо 2005             | 4     | 17                 |
| Мадонна ди Кампильо 2007 | 7     | 2                  |
| Инавасиро 2009           | 12    | 32                 |
| Дир Вэлли 2011           | 1     | 4                  |
| Восс 2013                | 39    | —                  |

## Выступления в Кубке мира
| Сезон     | Общий зачет | Могул |
| --------- | ----------- | ----- |
| 2001/2002 | 69          | 41    |
| 2002/2003 | —           | 22    |
| 2003/2004 | 55          | 16    |
| 2004/2005 | 31          | 10    |
| 2005/2006 | 37          | 10    |
| 2006/2007 | 4           | 2     |
| 2007/2008 | 6           | 2     |
| 2008/2009 | 4           | 2     |
| 2009/2010 | 4           | 2     |
| 2010/2011 | 1           | 1     |

## Победы в Кубке мира
| Дата            | Место проведения | Дисциплина         |
| --------------- | ---------------- | ------------------ |
| 13 января 2007  | Дир Вэлли        | Параллельный могул |
| 26 января 2008  | Монт Габриэль    | Могул              |
| 1 марта 2008    | Марианске-Лазне  | Могул              |
| 29 января 2009  | Дир Вэлли        | Могул              |
| 31 января 2009  | Дир Вэлли        | Могул              |
| 16 января 2010  | Дир Вэлли        | Могул              |
| 21 января 2010  | Лейк-Плэсид      | Могул              |
| 13 марта 2010   | Оре              | Могул              |
| 18 марта 2010   | Сьерра-Невада    | Могул              |
| 15 декабря 2010 | Мерибель         | Параллельный могул |
| 22 января 2011  | Лейк-Плэсид      | Могул              |
| 23 января 2011  | Лейк-Плэсид      | Могул              |
| 20 марта 2011   | Восс             | Параллельный могул |